# Mahmoud Mekki
Mahmoud Mekki, född i juli 1954 i Alexandria, Egypten, är egyptisk politiker. Han var  vicepresident i Egypten mellan augusti och december 2012, under den dåvarande presidenten Muhammad Mursi. Mekki var den förste vicepresidenten i Egypten utan militär bakgrund.